# اختلال افسردگی عمده
اختلال افسردگی عمده یا اختلال افسردگی ماژور یا اختلال افسردگی اساسی/تک‌قطبی (به انگلیسی: Major Depressive Disorder) یک اختلال روانی است که مشخصه‌های اصلی آن حالت افسردگی پایدار در وضعیت‌ها و موقعیت‌های مختلف، بی انگیزگی، رعایت نکردن بهداشت شخصی، عزت نفس پایین و بی‌علاقگی به انجام فعالیت‌هایی که به‌طور معمول لذت‌بخش هستند به مدت دست‌کم دو هفته می‌باشد. افسردگی، معمولاً با علائمی مثل نداشتن تمرکز، کمبود عزت نفس و احساس بی ارزشی و پوچی، اختلالات خواب، اختلال‌های خوردن (پر اشتهایی و یا کم اشتهایی)، خستگی و بی‌حالی و احساس دردِ بدون دلیل همراه است. همچنین در موارد افسردگی سایکوتیک فرد مبتلا ممکن است هذیان بگوید یا چیزهایی ببیند یا بشنود که سایرین آنرا نمی‌بینند و نمی‌شوند (سایکوز). بعضی از بیماران، به نوعی افسردگی بازگشتی، دچار هستند؛ به این معنا که فرد، دوره‌هایی از افسردگی را تجربه می‌کند که ممکن است بین هر دوره، سال‌ها فاصله باشد. افسردگی، تاکنون علت اصلی خودکشی در جهان بوده و شناخته‌شده‌ترین بیماری روانی می‌باشد که صدها سال است تحقیقات بسیاری بر آن صورت گرفته؛ شایان ذکر است که اختلال‌های افسردگی می‌توانند تأثیراتی بسیار منفی بر شخصیت فرد، کار، درآمد مالی، زندگی تحصیلی و نیز وضعیت خواب، عادت‌های غذایی و سلامت عمومی او داشته باشد و همین عوارض، مراجعهٔ هنگام روان‌شناس بالینی و روان‌پزشک را در صورت مشاهدهٔ نشانه‌ها به امری ضروری تبدیل می‌کند. طبق آمارگیری‌های صورت گرفته، بین ۲ تا ۷ درصد بالغان افسرده، با خودکشی می‌میرند. و بیش از ۶۰٪ افرادی که با خودکشی، جان خود را از دست می‌دهند، مبتلا به افسردگی حاد یا دیگر اختلال‌های خلقی بوده‌اند.دارودرمانی افسردگی خفیف تا متوسط عموماً با ترکیبی از مهارکننده‌های بازجذب سروتونین (مانند فلوکستین) و آنتی سایکوتیک ها مانند الانزاپین صورت می‌گیرد. افسردگی‌های بسیار شدید نیاز به یک درمان اساسی داشته و روانپزشکان در برخی از این موارد که با هذیان و هالوسه نیز همراه است، از درمان با ضربه الکتریکی تشنج آور
و داروهای مهارکننده‌های مونوآمین اکسیداز، بهره ببرند. البته تقریباً اخیراً تجویز همزمان دو داروی فلوکستین/الانزاپین (تحت نام تجاری Symbayax) برای بیماران به شدت افسرده که علائم توهم و هذیان نیز دارند، بسیار مفید گزارش شده است.
تصور می‌شود که عامل اصلی بُروز افسردگی، زمینهٔ ژنتیکی، محیطی و فاکتورهای روان‌شناسی باشد. همچنین عواملی همچون سابقهٔ خانوادگی، تغییرات اساسی در زندگی، بعضی داروهای روان‌پزشکی، مشکلات مزمن سلامتی و سوءمصرف مواد مخدر، می‌توانند احتمال ابتلا به افسردگی را افزایش دهند. البته در ۴۰٪ موارد، عامل ژنتیک، عامل اصلی ابتلا برآورد شده است. تشخیص افسردگی کاملاً بر پایهٔ تجربیات گزارش‌شدهٔ خود فرد و بررسی‌های وضعیت شناختی است و هیچ تست آزمایشگاهی برای تشخیص سریع آن، وجود ندارد؛ اما در مواردی، آزمایش‌هایی برای رد حالات فیزیکی خاصی که ممکن است نشانه‌های مشابهی را به‌وجود آورند، انجام می‌گیرد. بین افسردگی و غم که بخشی عادی از زندگی بوده و خفیف‌تر است، تفاوت وجود دارد.
معمولاً، مبتلایان به افسردگی به‌وسیلهٔ روان‌درمانی، دارو درمانی به وسیله داروهای ضدافسردگی تحت درمان قرار می‌گیرند. درمان به‌وسیلهٔ دارو، مؤثر به‌نظر می‌رسد؛ اما تأثیر آن ممکن است فقط در حالات حاد بیماری احساس شود. دارو درمانی فقط برای رساندن بیمار به حالت پایدار و پایا می‌تواند مفید باشد و حتماً در کنار دارودرمانی، به روان‌درمانی توسط روان‌شناس متخصص، نیاز است. استفاده بلندمدت دارو بدون روان‌درمانی با شکست فرایند درمان، مواجه خواهد شد اما این‌که می‌تواند بر احتمال خودکشی تأثیرگذار باشد یا خیر، معلوم نیست. مشاوره‌های درمانی نیز به‌صورت رفتاردرمانی شناختی و روان‌درمانی بین فردی انجام می‌شود. در صورتی که روش‌های نامبرده تأثیرگذار نباشند، شوک‌درمانی ممکن است امتحان شود و در مواردی که خطر صدمه‌رسانی به خود وجود دارد، ممکن است برخلاف تمایل فرد، او را بستری کنند. تقریباً ۲۵۳ میلیون نفر (۳٫۶٪) در سراسر جهان در سال ۲۰۱۳ مبتلا به افسردگی عمده بوده‌اند. درصد افرادی که دست‌کم یک‌بار به این بیماری مبتلا شده‌اند، از ۷٪ در ژاپن تا ۲۱٪ در فرانسه، متغیر است. نرخ طول عمر در کشورهای توسعه‌یافته (۱۵٪) بیشتر از کشورهای در حال توسعه (۱۱٪) است که این به نوبهٔ خود، طول دوره‌های افسردگی را مخصوصاً در دوره‌های بازگشت‌یافته بیشتر می‌کند. شایع‌ترین دورهٔ ابتلا، دههٔ ۲۰ یا ۳۰ زندگی است. تعداد ابتلاها در زن‌ها نیز دو برابر مردان، گزارش شده است.
انجمن روان‌پزشکی آمریکا، «افسردگی اساسی» را در سال ۱۹۸۰ به مجموعهٔ راهنمای تشخیصی و آماری اختلال‌های روانی، معروف به DSM-III اضافه نمود که در واقع انشعابی از روان‌نژندی افسردگی در DSM-II است که در آن، افسردگی با علائمی همچون کج‌خلقی و اختلالات سازگاری با حالت پریشانی ناشی از افسردگی، مرتبط دانسته شده بود.

## علائم و نشانه‌ها

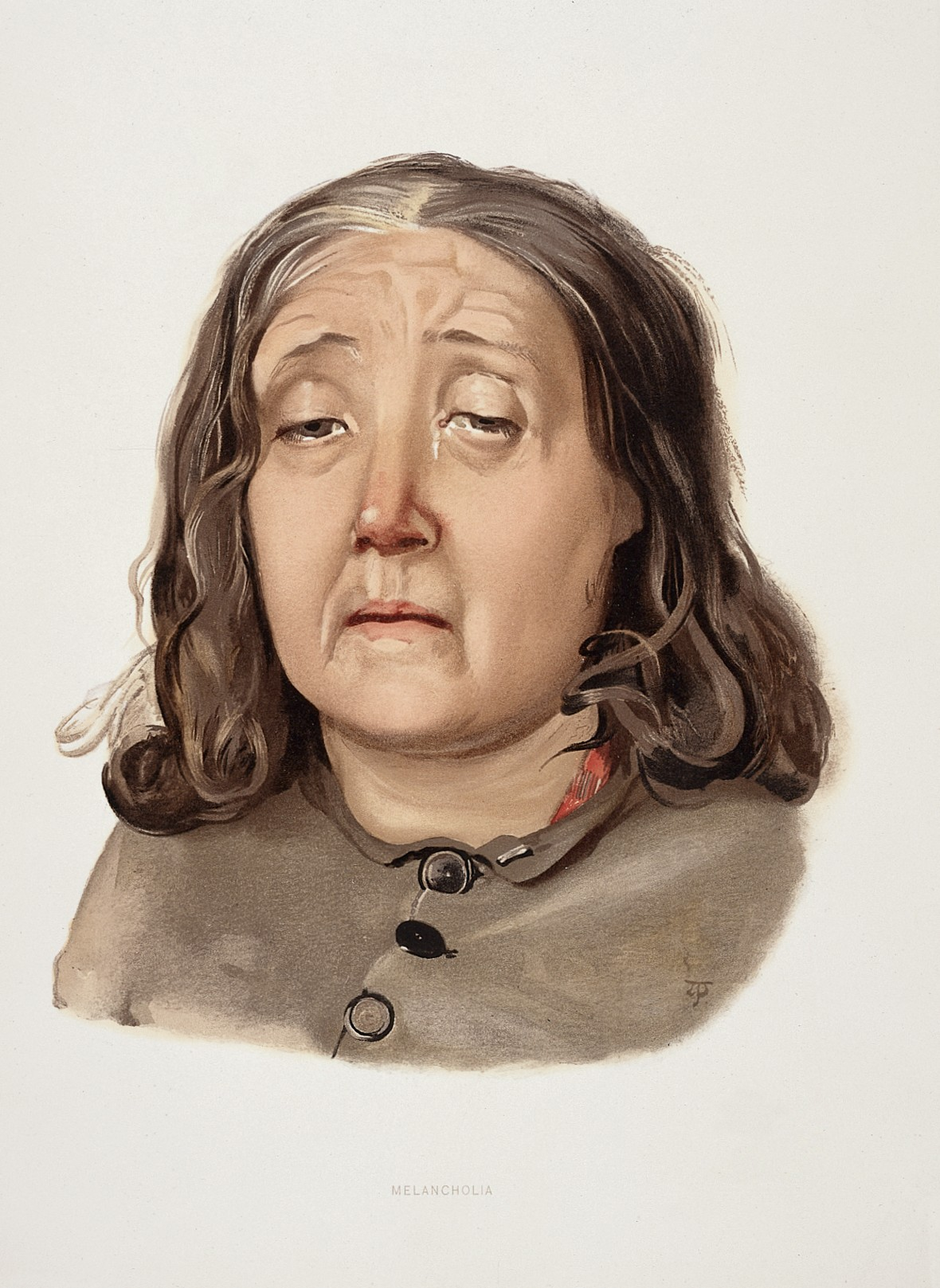
نگاره‌ای در سال ۱۸۹۲ از زنی با تشخیص سودازدگی

طبق برآورد کتاب DSM-5 تشخیص افسردگی، حداقل یکی از علائم افسردگی شامل خلق خوی پایین به صورت پایدار و از دست دادن علاقه به فعالیت های روزانه است. سایر علائم در تشخیص افسردگی اساسی شامل موارد زیر می‌شود.
• خلق افسرده
• از دست دادن انگیزه و علاقه به فعالیت های لذت بخش
• کم خوابی یا بیش خوابی
• اختلال تمرکز
• کمبود انرژی و بی‌حالی
• بی قراری و یا کند شدن حرکات بدن
• حس گناه شدید و بی ارزش بودن
• افکار خودکشی
• تغییرات چشمگیر اشتها و وزن
افسردگی عمده به‌طور قابل توجهی بر روابط خانوادگی و شخصی، زندگی شغلی یا تحصیلی، عادات خواب و غذا خوردن و سلامت عمومی فرد تأثیر می‌گذارد. فردی که در یک دوره افسردگی عمده به‌سر می‌برد، معمولاً خلق‌وخوی ضعیفی را نشان می‌دهد که در تمام جنبه‌های زندگی او تأثیر گذاشته و توانایی تجربهٔ لذت در فعالیت‌هایی که در گذشته از آن‌ها لذت می‌برده را از دست داده است. افراد افسرده ممکن است درگیر افکار و احساس پوچی، احساس گناه یا پشیمانی نامشخص، درماندگی یا ناامیدی باشند و در مورد آن‌ها نشخوار ذهنی را تجربه کنند. سایر علائم افسردگی شامل تمرکز و حافظه ضعیف، کناره‌گیری از موقعیت‌ها و فعالیت‌های اجتماعی، کاهش میل جنسی، تحریک‌پذیری و افکار مرگ یا خودکشی است. در این افراد بی‌خوابی شایع بوده و گاهی فرد خیلی زود از خواب بیدار می‌شود و نمی‌تواند دوباره بخوابد و در مواردی نیز ممکن است پرخوابی رخ دهد. برخی از داروهای ضدافسردگی نیز به‌دلیل اثر محرک خود ممکن است باعث بروز بی‌خوابی شوند. در موارد شدید، افراد افسرده علائم روان‌پریشی را تجربه می‌کنند. این علائم شامل هذیان یا توهمات معمولاً ناخوشایند است. افرادی که دوره‌های ابتلا با علائم روان‌پریشی داشته‌اند، احتمال بیشتری دارد که این علائم را در دوره‌های بعدی ابتلا هم دارا باشند.
یک فرد افسرده ممکن است علائم فیزیکی متعددی مانند خستگی، سردرد یا مشکلات گوارشی را نیز گزارش کند. بر اساس معیارهای سازمان جهانی بهداشت برای افسردگی، شکایات فیزیکی شایع‌ترین مشکل ارائه‌شده در کشورهای در حال توسعه است. اشتها اغلب کاهش و در نتیجه آن، کاهش وزن رخ می‌دهد، هر چند برخی اوقات افزایش اشتها و افزایش وزن نیز اتفاق می‌افتد. خانواده و دوستان ممکن است متوجه آژیتاسیون یا بی‌حالی فرد شوند یا در بیماران مسن اختلالات شناختی مانند فراموشی و کاهش قابل توجه تحرک را مشاهده کنند.
کودکان افسرده اغلب حالتی تحریک‌پذیر به‌جای افسردگی نشان می‌دهند؛ بیشتر آن‌ها علاقهٔ خود را به مدرسه از دست می‌دهند و عملکرد تحصیلی آن‌ها به‌شدت کاهش پیدا می‌کند. تشخیص در این دوران معمولاً به تأخیر می‌افتد یا در زمانی علائم به‌عنوان «بدخلقی طبیعی» تعبیر می‌شود.

## علل

یک قیاس فنجانی از مدل استرس–حساسیت که بخش قرمز نشان‌دهندهٔ استعداد ژنتیکی و رنگ دیگر نشان‌دهندهٔ مسائل محیطی است. فرد ۲ به‌دلیل استعداد خود، احتمال ابتلای بیشتری نسبت به فرد ۱ دارد.

مدل زیست روانی-اجتماعی پیشنهاد می‌کند که عوامل بیولوژیکی، روان‌شناختی و اجتماعی همگی در ایجاد افسردگی نقش دارند. مدل استرس–حساسیت نشان می‌دهد که افسردگی زمانی به‌وجود می‌آید که یک آسیب‌پذیری یا دیاتز از قبل توسط رویدادهای استرس‌زای زندگی فعال شود. آسیب‌پذیری در برابر بیماری در مواردی نیز می‌تواند ژنتیکی یا ایجادشدهٔ طرح‌واره‌ای از دیدگاه‌های آموزشی و رخدادهایی در دوران کودکی باشد که دلالت بر تعامل بین سرشت و پرورش دارد. آرون بک، روان‌پزشک آمریکایی پیشنهاد کرد که سه‌گانهٔ افکار منفی خودکار و خودبه‌خود در مورد خویشتن، جهان یا محیط و آینده ممکن است به علائم و نشانه‌های افسردگی دیگر منجر شود.
تجارب نامطلوب دوران کودکی (شامل کودک‌آزاری، بی‌توجهی عاطفی و اختلافات شدید خانوادگی) به‌طور قابل توجهی خطر افسردگی اساسی را افزایش می‌دهد، به خصوص اگر بیش از یک نوع باشد. ترومای دوران کودکی نیز با شدت افسردگی، پاسخ ضعیف به درمان و طول مدت بیماری مرتبط است. برخی نسبت به دیگران مستعد ابتلا به بیماری‌های روانی مانند افسردگی پس از سانحه هستند و ژن‌های مختلفی برای کنترل استعداد، پیشنهاد شده است.

### ژنتیک
مطالعات ژنتیک رفتاری بر روی اعضای یک خانواده و دوقلوها نشان می‌دهد که تقریباً ۴۰ درصد از تفاوت‌های فردی در خطر ابتلا به اختلال افسردگی عمده را می‌توان با عوامل ژنتیکی توضیح داد. مانند بسیاری از اختلالات روان‌پزشکی، افسردگی عمده احتمالاً تحت تأثیر بسیاری از تغییرات ژنتیکی فردی رخ می‌دهد. یک مطالعه هم‌خوانی سراسر ژنوم، در سال ۲۰۱۸، ۴۴ نوع ژنتیکی مرتبط با خطر ابتلا به افسردگی اساسی را کشف کرد؛ مطالعه‌ای دیگر نیز در سال ۲۰۱۹، نشان داد که ۱۰۲ نوع ژن مرتبط با افسردگی در ژنوم انسان وجود دارد. همچنین تلاش‌های دیگری برای بررسی تعاملات بین استرس افراد در زندگی و وجود چند ژن مرتبط با افسردگی صورت پذیرفته است.

### علل محیطی
افسردگی همچنین می‌تواند ثانویه و ناشی از یک وضعیت مزمن پزشکی در زندگی مانند اچ‌آی‌وی/ایدز، آسم یا از طریق علل مشترک (مانند دژنراسیون عقده‌های قاعده‌ای در بیماری پارکینسون یا اختلال در تنظیم ایمنی در آسم) باشد و گاهی به عنوان «افسردگی ثانویه» شناخته می‌شود. افسردگی همچنین ممکن است در اثر مشکلات درمان‌زاد، مانند افسردگی ناشی از دارو، پدید آید (نتیجهٔ مراقبت‌های بهداشتی). درمان‌های مرتبط با افسردگی شامل اینترفرون‌ها، بتابلاکرها، ایزوترتینوین، داروهای ضدبارداری، ضد مشکلات قلبی، ضد تشنج‌ها، ضد میگرن‌ها، ضد روان‌پریشی و هورمون درمانی مانند آگونیست هورمون آزادکنندهٔ گنادوتروپین است. همچنین استفاده از موادمخدر در سنین پایین با افزایش خطر ابتلا به افسردگی در مراحل بعدی زندگی همراه است. در مواردی نیز افسردگی، پس از زایمان رخ می‌دهد که با عنوان افسردگی پس از زایمان شناخته می‌شود و عقیده بر این است که در نتیجهٔ تغییرات هورمونی مرتبط با بارداری، بروز می‌کند.اختلال عاطفی فصلی، نیز نوعی افسردگی مرتبط با تغییرات فصلی در نور خورشید است که با کاهش نور خورشید ایجاد می‌شود. کمبود ویتامین‌های ب۲، ب۶ و ب۱۲ نیز ممکن است ایجادکنندهٔ افسردگی در زنان باشند.

## پاتوفیزیولوژی
پاتوفیزیولوژی افسردگی به‌طور کامل شناخته نشده است، اما نظریه‌های فعلی حول سیستم‌های مونوآمینرژیک، ریتم شبانه‌روزی، اختلال عملکرد ایمنی، اختلال عملکرد محور HPA و ناهنجاری‌های ساختاری یا عملکردی مدارهای احساسی متمرکز هستند.
کم کاری لوب پیشانی مغز در قسمت قشر خلفی جانبی پیش پیشانی که نقش اساسی در تنظیم و پردازش احساسات و عواطف را دارد، خصوصا در نیمکره چپ به وسیله تصویر برداری های مغزی fMRI به اثبات رسیده است. در نوع دوم مطالعه تصویربرداری عملکردی، مناطقی از مغز را شناسایی می کند که در آن تغییرات در فعالیت با بهبودی از افسردگی مرتبط است، مانند پاسخ به روان درمانی یا داروهای ضد افسردگی و در این مطالعات، بهبود افسردگی با افزایش فعالیت در dlPFC اما با کاهش فعالیت در vmPFC (قشر شکمی داخلی پیش پیشانی) مغز همراه است. این نشان دهنده این است که بیش فعالی قشر شکمی داخلی کورتکس پیش پیشانی به علت نقش پررنگ آن در ارزیابی ارزش های فردی و خود بازتابی، اخلاق محوری و قطب نمای اخلاق و تشخیص درست از غلط، یکی از عوامل تعصب عاطفی فرد افسرده به احساسات منفی گشته و منجر به حس گناه و بی ارزشی و نشخوار فکری می‌شود. به همین علت تحریک مغناطیسی قشر خلفی جانبی پیش پیشانی به روش درمانی TMS (تحریک مغناطیسی مغز) در افرادی که به سایر روش های درمانی پاسخ نداده اند و یا به صورت مکمل درمانی می‌تواند تاثیر گذار باشد.
طبق شواهد ارائه شده از اثربخشی داروهای مونوآمینرژیک در درمان افسردگی، فرضیه مونوآمین ادعا می‌کند که فعالیت ناکافی انتقال‌دهنده‌های عصبی مونوآمین و به خصوص سروتونین علت اصلی افسردگی است، گرچه این ادعا از ابتدا توسط متخصصین مورد انتقاد بسیاری قرار گرفته است و هیچ مدرک قطعی ارائه نداده است. شواهد فرضیه مونوآمین از حوزه‌های متعددی به‌دست می‌آید. ابتدا، کاهش حاد تریپتوفان، که یک پیش‌ساز ضروری سروتونین و مونوآمین است، می‌تواند باعث افسردگی در افراد، در دورهٔ بهبودی یک بیماری یا بستگان افراد افسرده شود؛ این مسئله نشان می‌دهد که کاهش انتقال عصبی سروتونرژیک در افسردگی نقش عمده‌ای بر عهده دارد. دوم، بررسی خطر افسردگی و پلی‌مورفیسم‌ها در ژن 5-HTTLPR که گیرنده‌های سروتونین را کد می‌کند، ارتباطی را نشان می‌دهد. سوم، کاهش اندازه لوکوس سیرولئوس، کاهش فعالیت تیروزین هیدروکسیلاز، افزایش تراکم گیرندهٔ آلفا-۲ آدرنرژیک و شواهد از مدل‌های موش حاکی از کاهش انتقال عصبی دستگاه آدرنرژیک در افسردگی است. علاوه بر موارد فوق، کاهش سطح هومووانیلیک اسید، پاسخ تغییریافته به دگزامفتامین، پاسخ علائم افسردگی به آگونیست‌های گیرندهٔ دوپامین، کاهش اتصال گیرندهٔ دوپامین D1 در جسم مخطط و پلی‌مورفیسم ژن‌های گیرندهٔ دوپامین و مونوآمین‌های دیگر را در افسردگی دخیل می‌دانند. همچنین افزایش فعالیت مونوآمین اکسیداز، که مونوآمین‌ها را تجزیه می‌کند، با افسردگی مرتبط شناخته شده است. با این حال، فرضیه مونوآمین با مشاهداتی مبنی بر این‌که کاهش سروتونین باعث افسردگی در افراد سالم نمی‌شود، داروهای ضدافسردگی با وجود افزایش فوری سطح مونوآمین‌ها همچنان پس از هفته‌ها اثر خود را بر بیمار افسرده نشان نمی‌دهند و وجود داروهای ضدافسردگی غیرمعمول که می‌توانند علیرغم هدف قرار ندادن مسیر انتقال‌دهنده‌های مونوآمینی، افسردگی را بهبود دهند، دچار اشکال است.
یکی از توضیح‌های پیشنهادی برای تأخیر درمانی و حمایت بیشتر از کمبود مونوآمین‌ها در افراد افسرده، حساسیت‌زدایی از خودمهاری در هسته‌های رافه از طریق افزایش سروتونین به‌واسطهٔ داروهای ضدافسردگی است. با این حال، پیشنهاد شده است که مهار رافه پشتی در نتیجه کاهش فعالیت سروتونرژیک در کاهش تریپتوفان اتفاق بیفتد تا منجر به یک حالت افسردگی با واسطه افزایش سروتونین شود.
آزمایش‌هایی نیز وجود دارند که فرضیه مونوآمین را غیر کاربردی نشان می‌دهد؛ آزمایش موش‌هایی با ضایعات رافه پشتی هستند که نسبت به گروه کنترل افسرده‌تر نبودند و یافته‌هایی در رابطه با افزایش 5-HIAA ژوگولار در افراد افسرده که با درمان انتخابی بازدارنده بازجذب سروتونین (SSRI) بهبود پیدا کردند. هر چند فرضیه مونوآمین زمانی که به عموم مردم ارائه می‌شود، بیش از حد ساده بیان می‌گردد.
ناهنجاری‌های سیستم ایمنی، از جمله افزایش سطح سیتوکینهای دخیل در ایجاد رفتار بیماری (که با افسردگی همپوشانی دارند) مشاهده شده است. اثربخشی داروهای ضدالتهابی غیراستروئیدی (NSAIDs) و مهارکننده‌های سیتوکین در درمان افسردگی، و عادی‌سازی سطوح سیتوکین پس از درمان موفقیت‌آمیز، نشان‌دهنده ناهنجاری‌های سیستم ایمنی در افسردگی است.
با توجه به ارتباط CRHR1 با افسردگی و افزایش دفعات عدم سرکوب تست فرونشانی دگزامتازون در افراد افسرده، ناهنجاری‌های مسیر هیپوتالاموس-هیپوفیز-آدرنال (مسیر HPA) برای ایجاد افسردگی پیشنهاد شده است. با این حال، این ناهنجاری به عنوان یک ابزار تشخیص کافی نیست، زیرا حساسیت آن تنها ۴۴ درصد است. تصور می‌شود که این ناهنجاری‌های مرتبط با استرس علت کاهش حجم هیپوکامپ است که در افراد افسرده دیده می‌شود. علاوه بر این، یک متاآنالیز کاهش مکانیسم «عدم سرکوب دگزامتازون و افزایش پاسخ به عوامل استرس زای روانی» را نشان داد. همچنین نتایج غیرطبیعی آسیب‌شناسی، که بیشتر با بالا رفتن ناگهانی سطح کورتیزول ایجاد شده‌اند، با افزایش پاسخ به افسردگی همراه گردیده است.
نظریه‌های مختلف تلفیق تصویربرداری عصبی نیز ارائه شده است. مدل اول پیشنهادی، مدل قشر لیمبیک است که شامل بیش‌فعالی مناطق پارالیمبیک شکمی و کمبود فشار خون در مناطق نظارتی فرونتال در پردازش عاطفی می‌شود. مدل دیگر، مدل قشر مغز، نشان می‌دهد که ناهنجاری‌های قشر پیش‌پیشانی در تنظیم ساختارهای جسم مخطط و زیر قشرمغز منجر به افسردگی می‌شود. مدل دیگر بیش‌فعالی مناطق مرتبط با شادیِ مغز را در شناسایی محرک‌های منفی و کم‌فعالی بودن ساختارهای نظارتی قشر مغز را پیشنهاد می‌دهد که مطابق با مطالعات تعصب عاطفی، منجر به تعصب عاطفی و افسردگی منفی می‌شود.

## تشخیص

### ارزیابی بالینی

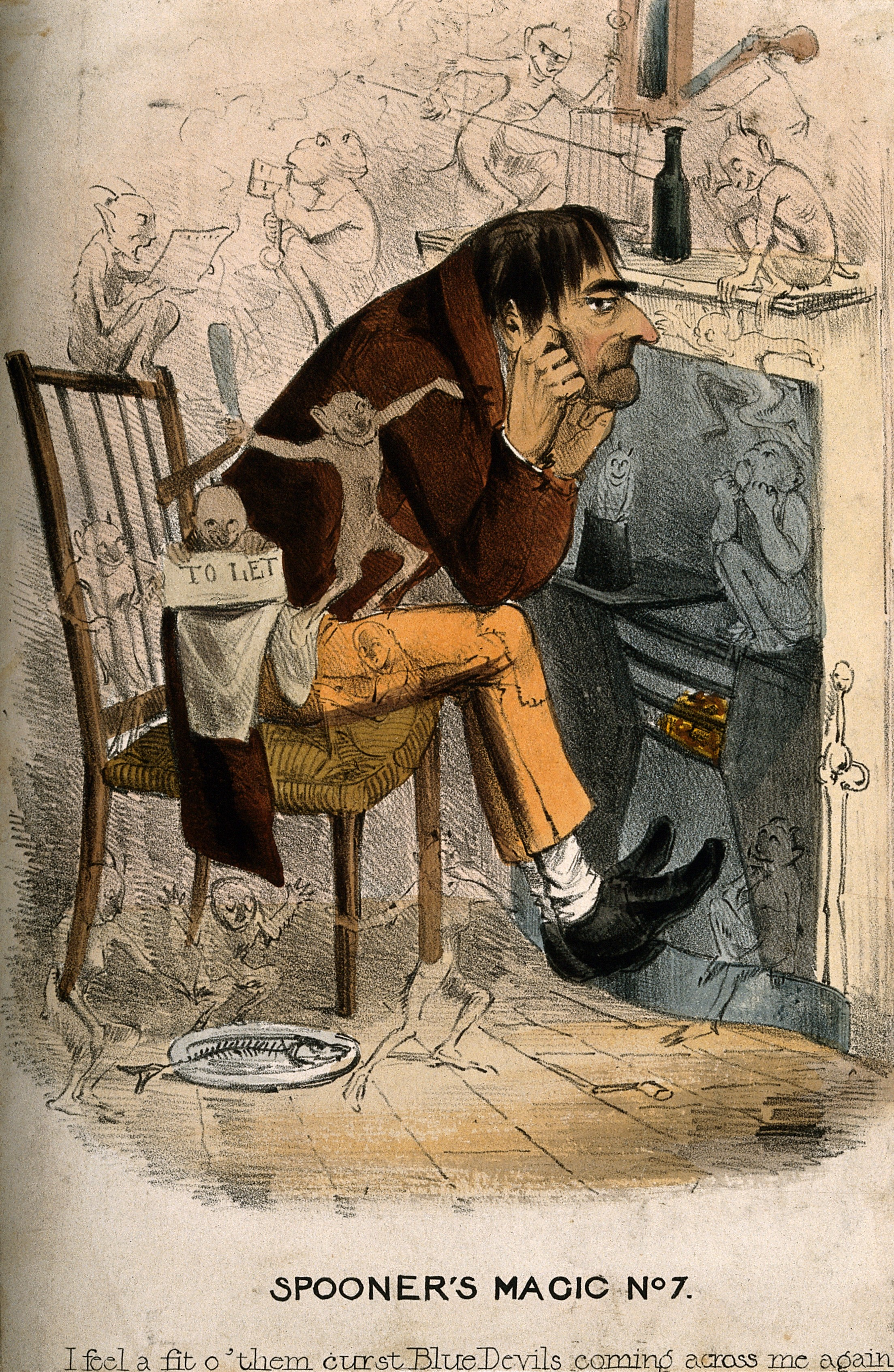
کاریکاتور مرد مبتلا به افسردگی

ارزیابی تشخیصی ممکن است توسط یک پزشک عمومی آموزش دیده، یا توسط یک روان‌پزشک یا روان‌شناس، که شرایط فعلی، تاریخچه بیماری فرد، علائم فعلی، سابقه خانوادگی و مصرف الکل و مواد مخدر را ثبت می‌کند، انجام شود. این ارزیابی شامل یک بررسی وضعیت روانی از خلق و خوی فعلی و محتوای فکری فرد است که به ویژه وجود مضامین ناامیدی یا بدبینی، خودزنی یا خودکشی، و عدم وجود افکار یا برنامه‌های مثبت در فرد را مورد بررسی قرار می‌دهد. خدمات تخصصی بهداشت روان در مناطق روستایی و کم برخوردار نادر است، و بنابراین تشخیص و مدیریت تا حد زیادی به پزشکان مراقبت‌های اولیه واگذار می‌شود. این موضوع در کشورهای در حال توسعه بیشتر مشهود است. مقیاس‌های رتبه‌بندی بیماری برای تشخیص افسردگی استفاده نمی‌شوند، اما شدت بروز علائم را برای یک دوره زمانی ارائه می‌دهند، بنابراین فردی که امتیاز بالاتری از برش آماری معین کسب می‌کند، می‌تواند برای تشخیص اختلال افسردگی، دقیق‌تر ارزیابی شود. چندین مقیاس رتبه‌بندی برای این منظور استفاده می‌شود؛ این مقیاس‌ها شامل مقیاس رتبه‌بندی همیلتون برای افسردگی، پرسشنامه افسردگی بک و پرسشنامه اصلاح‌شده رفتارهای خودکشی است.
پزشکان مراقبت‌های اولیه در مقایسه با روانپزشکان در تشخیص و درمان نوع خفیف افسردگی با مشکل بیشتری مواجه هستند. این موارد ممکن است نادیده گرفته شوند زیرا برای برخی از افراد مبتلا به افسردگی، علائم فیزیکی اغلب همراه با افسردگی است. علاوه بر این، ممکن است عدم همراهی بیمار، نبود ارزیابی مناسب یا سیستم‌های پزشکی در میزان تشخیص افسردگی نقش داشته باشند. نشان داده شده است که پزشکان غیرروانپزشک حدود دو سوم ابتلاها را نادیده می‌گیرند اگرچه شواهدی مبنی بر بهبود آمار تشخیص بیماران وجود دارد.
قبل از تشخیص اختلال افسردگی عمده، پزشک به‌طور کلی معاینه پزشکی و بررسی‌های انتخابی را برای رد سایر علل علائم انجام می‌دهد. این آزمایش‌ها ممکن است شامل آزمایش خون برای اندازه‌گیری TSH و تیروکسین برای رد کم‌کاری تیروئید، الکترولیت‌های پایه و کلسیم سرم برای رد اختلال متابولیک و شمارش کامل خون شامل ESR برای رد بیماری‌های سیستمیک یا بیماری مزمن است. همچنین ممکن است واکنش‌های عاطفی نامطلوب به داروها یا سوء مصرف الکل رد شود. سطح تستوسترون ممکن است برای تشخیص هیپوگونادیسم که یکی از علل افسردگی در مردان است، ارزیابی شود. سطح ویتامین D نیز معمولاً مورد بررسی قرار می‌گیرد، زیرا سطوح پایین ویتامین D با خطر بیشتر افسردگی مرتبط است. اختلالات شناختی در افراد افسرده مسن‌تر نیز ظاهر می‌شود، اما می‌تواند نشان‌دهنده شروع یک اختلال ذهنی مانند زوال عقل، مانند بیماری آلزایمر باشد. تست شناختی و تصویربرداری مغز می‌تواند به تشخیص افسردگی از زوال عقل کمک کند. سی‌تی اسکن می‌تواند آسیب‌شناسی مغز را در افرادی که علائم روان پریشی، شروع سریع یا غیر معمول دارند، حذف کند. هیچ آزمایش بیولوژیکی به صورت مستقیم افسردگی عمده را تأیید نمی‌کند.

### ملاک‌های DSM و ICD
پرکاربردترین معیارها برای تشخیص بیماری‌های افسردگی در راهنمای تشخیصی و آماری اختلالات روانی انجمن روان‌پزشکی آمریکا (DSM) و طبقه‌بندی آماری بین‌المللی بیماری‌ها (ICD) مرتبط با سازمان جهانی بهداشت یافت می‌شود. سیستم دوم معمولاً در کشورهای اروپایی مورد استفاده قرار می‌گیرد، در حالی که سیستم اول در ایالات متحده و بسیاری از کشورهای غیر اروپایی به کار می‌رود. هر چند نویسندگان هر این معیارها در جهت تطبیق یکی با دیگری فعالیت نموده‌اند. هر دو معیار DSM و ICD در جدیدترین ویرایش خود، DSM-5 و ICD-11 علائم اصلی افسردگی را مشخص می‌کنند.
ذیل اختلالات خلقی، ICD-11 اختلال افسردگی عمده را با عنوان اختلال افسردگی تک دوره ای (که در آن سابقه دوره‌های افسردگی یا شیدایی وجود ندارد) و اختلال افسردگی مکرر (جایی که سابقه دوره‌های قبلی افسردگی بدون سابقه شیدایی وجود دارد) طبقه‌بندی می‌کند. علائم مورد نظر ICD-11، خلق افسرده یا آنهدونیا همراه با علائم دیگری مانند «مشکل در تمرکز، احساس بی‌ارزشی یا احساس گناه بیش از حد یا نامناسب، ناامیدی، افکار مکرر مرگ یا خودکشی، تغییرات در اشتها یا خواب، بی‌قراری یا عقب ماندگی روانی حرکتی، و کمبود انرژی یا خستگی.» است که در بازه زمانی تقریباً هر روزه به مدت حداقل دو هفته ظاهر می‌شود و بر فعالیت‌های کاری، اجتماعی یا خانوادگی تأثیر می‌گذارد. سیستم ICD-11 معیارهای بیشتری برای تشخیص دوره افسردگی فعلی در اختیار قرار می‌دهد:
1. شدت (خفیف، متوسط، شدید، نامشخص)
2. وجود علائم روان پریشی (با یا بدون علائم سایکوتیک)
3. در صورت لزوم، درجه بهبودی (بهبودی نسبی در حال حاضر یا بهبودی کامل).

این دو اختلال، تک دوره‌ای یا مکرر به عنوان «اختلالات افسردگی»، در دسته «اختلالات خلقی» طبقه‌بندی می‌شوند.
بر اساس DSM-5، دو علامت اصلی افسردگی خلق افسرده، و از دست دادن علاقه یا آنهدونیا است. این علائم، و همچنین پنج مورد از نه علامت خاص ذکر شده در معیارهای ICD، باید اغلب برای بیش از دو هفته (تا حدی که عملکرد زندگی را مختل کند) رخ دهند. به عنوان یک اختلال خلقی، DSM-5 تشخیص افسردگی را به وجود دوره‌های افسردگی اساسی منفرد یا مکرر مرتبط می‌داند. وجود شرایط بیماری بیشتر برای طبقه‌بندی خود افسردگی و دوره اختلال خلقی مورد استفاده قرار می‌گیرد و طبقه‌بندی اختلال افسردگی نامشخص در صورتی در نظر گرفته می‌شود که علائم دوره افسردگی با معیارهای یک دوره افسردگی عمده مطابقت نداشته باشد.

#### دوره افسردگی عمده
دوره افسردگی عمده (MDD) هنگام وجود خلق و خوی افسرده شدید مشخص می‌شود که حداقل برای دو هفته ادامه دارد. دوره‌ها ممکن است تکی یا مکرر باشند و به سه صورت خفیف (چند علائم بیش از حداقل معیارها)، متوسط یا شدید (تأثیر مشخص بر عملکرد اجتماعی یا شغلی) طبقه‌بندی می‌شوند. یک دوره با ویژگی‌های روان پریشی، که معمولاً به عنوان افسردگی روان‌پریشانه شناخته می‌شود، به‌طور خودکار به عنوان افسردگی شدید رتبه‌بندی می‌شود. اگر فرد یک دوره شیدایی یا نیمه‌شیدایی قابل توجه را تجربه کند، به جای افسردگی عمده به عنوان اختلال دوقطبی تشخیص داده می‌شود. افسردگی بدون شیدایی گاهی به عنوان افسردگی تک قطبی شناخته می‌شود؛ زیرا خلق و خو در یک حالت عاطفی یا «قطب» باقی می‌ماند.
سوگ یک معیار حتمی در DSM-5 نیست و تشخیص بین واکنش‌های طبیعی، غیرطبیعی و MDD به عهده پزشک است. طیف وسیعی از تشخیص‌های مرتبط شامل کج‌خلقی (شامل اختلال خلقی مزمن اما خفیف‌تر)، افسردگی کوتاه‌مدت عودکننده متشکل از دوره‌های افسردگی کوتاه‌تر، اختلال افسردگی خرد که در آن برخی از علائم افسردگی عمده وجود دارد و اختلال سازگاری با خلق افسرده، که به خلق و خوی ضعیف ناشی از پاسخ روانشناختی به یک رویداد قابل شناسایی یا عامل استرس زا اشاره دارد، می‌شود.

##### انواع فرعی
- «افسردگی مالیخولیایی» با از دست دادن لذت در بیشتر یا همه فعالیت‌ها، عدم واکنش پذیری به محرک‌های لذت بخش، خلق افسرده بارزتر از غم یا از سوگ، بدتر شدن علائم در ساعات صبح، خواب کم و بیداری در اوایل صبح، عقب ماندگی روانی حرکتی، کاهش وزن بیش از حد (با بی‌اشتهایی عصبی اشتباه نشود) و احساس گناه بیش از حد مشخص می‌شود.[۱۱۰]
- «افسردگی غیر معمول» با واکنش خلقی (بی لذتی متناقض) و مثبت، افزایش وزن قابل توجه یا افزایش اشتها (راحتی در غذا خوردن)، پرخوابی یا خواب آلودگی، احساس سنگینی در اندام‌ها (به نام فلج سرب) شناخته می‌شود که طولانی مدت و قابل توجه است) و آسیب اجتماعی بلندمدت در نتیجه حساسیت مفرط به طرد بین فردی که توسط آن درک شده است، تشخیص داده می‌شود.[۱۱۱]
- «روان‌گسیختگی کاتاتونیک» شکل نادر و شدید افسردگی عمده بوده که شامل اختلالات رفتاری حرکتی و سایر علائم مرتبط است. در این نوع از افسردگی فرد لال و تقریباً بی‌حال یا بی‌حرکت می‌ماند یا حرکات بی‌هدف یا حتی عجیب از خود نشان می‌دهد. علائم کاتاتونیک نیز در اسکیزوفرنی یا در دوره‌های شیدایی رخ می‌دهد، یا ممکن است توسط سندرم بدخیم نورولپتیک ایجاد شوند.[۱۱۲]
- «افسردگی همراه با پریشانی اضطراب گونه» این نوع از افسردگی به عنوان ابزاری برای تأکید برهم‌زمانی و اشتراک افسردگی، شیدایی و اضطراب و همچنین خطر خودکشی افراد افسرده مبتلا به موارد به DSM-5 اضافه شد. این روش تشخیصی همچنین می‌تواند به پیش‌آگهی افراد مبتلا به اختلال افسردگی یا دوقطبی کمک کند.[۱۰۱]
- «افسردگی نزدیک به زایمان» به افسردگی شدید، پایدار و گاه ناتوان کننده ای گفته می‌شود که زنان پس از زایمان یا در دوران بارداری تجربه می‌کنند. DSM در گذشته از طبقه‌بندی «افسردگی پس از زایمان» استفاده می‌کرد، اما این طبقه‌بندی به گونه‌ای تغییر کرد که موارد زنان افسرده در دوران بارداری را نیز در خود جای دهد. میزان بروز افسردگی نزدیک به زایمان در بین مادران جدید ۳ تا ۶ درصد تخمین زده شده است. DSM-V الزام می‌کند که برای قرار گرفتن در طبقه‌بندی این افسردگی، شروع آن در دوران بارداری یا ظرف یک ماه پس از زایمان باشد.[۱۱۳]
- «اختلال عاطفی فصلی» نوعی افسردگی است که در آن دوره‌های افسردگی در پاییز یا زمستان رخ می‌دهد و در بهار برطرف می‌شود. تشخیص در صورتی انجام می‌گیرد که حداقل دو دوره در ماه‌های سردتر اتفاق افتاده و در زمان‌های دیگر، در طول یک دوره دو ساله یا بیشتر، هیچ موردی رخ نداده باشد.[۱۱۴]

### تشخیص‌های افتراقی
برای تأیید اختلال افسردگی عمده به عنوان محتمل‌ترین تشخیص، سایر تشخیص‌های بالقوه افتراقی از جمله کج‌خلقی، اختلال سازگاری با خلق افسرده، یا اختلال دوقطبی باید در نظر گرفته شوند. کج‌خلقی یک اختلال خلقی مزمن و خفیف‌تر است که در آن فرد تقریباً هر روز در طی یک بازه زمانی حداقل دو سال خلق و خوی افسرده‌ای را گزارش می‌کند. علائم کج‌خلفی به شدت علائم افسردگی عمده نیست، اگرچه افراد مبتلا به آن در برابر دوره‌های ثانویه افسردگی عمده (که گاهی به عنوان افسردگی مضاعف شناخته می‌شود) آسیب‌پذیر هستند. اختلال سازگاری همراه با خلق افسرده، یک اختلال خلقی بوده که به عنوان یک پاسخ روانشناختی به یک رویداد عاطفی یا عامل استرس زا با تأثیرات عاطفی یا رفتاری قابل توجه شکل می‌گیرد؛ هرچند معیارهای یک دوره افسردگی عمده را برآورده نمی‌کنند. اختلال دوقطبی، که قبلاً به عنوان اختلال افسردگی-شیدایی شناخته می‌شد، وضعیتی است که در آن مراحل افسردگی با دوره‌های شیدایی یا هیپومانیا متناوب می‌شود. اگرچه افسردگی در حال حاضر به عنوان یک اختلال جداگانه طبقه‌بندی می‌شود، اما بحث‌های مداومی بر سر این مسئله وجود دارد، زیرا افراد مبتلا به افسردگی عمده اغلب برخی علائم هیپومانیک را تجربه می‌کنند که نشان‌دهنده یک اختلال خلقی است.
قبل از تشخیص اختلال افسردگی عمده، باید اختلالات دیگر نیز رد شود. این تشخیص‌ها شامل افسردگی به دلیل بیماری‌های جسمی، داروهای تجویزی و اختلال سوءمصرف مواد می‌شوند. افسردگی ناشی از بیماری جسمی به دلیل وضعیت پزشکی آن به عنوان یک اختلال خلقی تشخیص داده می‌شود. این مسئله بر اساس تاریخ، یافته‌های آزمایشگاهی یا معاینه بالینی تعیین می‌گردد. افسردگی در اثر دارو، نیز هنگام استفاده غیر پزشکی از یک ماده روانگردان یا قرار گرفتن در معرض توکسین ایجاد و به عنوان «اختلال خلقی خاص» (در گذشته با نام اختلال خلقی ناشی از مواد) در نظر گرفته می‌شود.

## غربالگری و پیشگیری
تلاش‌های پیشگیرانه ممکن است منجر به کاهش نرخ این بیماری بین ۲۲ تا ۳۸ درصد شود. از سال ۲۰۱۶، کارگروه خدمات پیشگیرانه در ایالات متحده (USPSTF) غربالگری افسردگی را در میان افراد بالای ۱۲ سال توصیه کرده است؛ اگرچه بررسی بنیاد همیاری کاکرین در سال ۲۰۰۵ نشان داد که استفاده روتین از پرسشنامه‌های غربالگری تأثیر کمی بر تشخیص یا غربالگری این بیماری دارد. درمان. غربالگری عمومی جمعیت توسط مقامات بریتانیا یا کانادا توصیه نمی‌شود.
مداخلات رفتاری، مانند درمان بین فردی و درمان شناختی رفتاری، در پیشگیری از افسردگی جدید مؤثر هستند. از آنجایی که چنین مداخلاتی زمانی موثرتر به نظر می‌رسد که به افراد یا گروه‌های کوچک ارائه شود، پیشنهاد شده است که نهادهای مراقبتی از طریق اینترنت به مخاطبان هدف خود دست یابند.
سیستم مراقبت از سلامت روان هلند مداخلات پیشگیرانه مانند دوره «کنار آمدن با افسردگی» (CWD) را برای افراد مبتلا به افسردگی خفیف ارائه می‌دهد. ادعا می‌شود که این دوره موفق‌ترین مداخله روانی-آموزشی برای درمان و پیشگیری از افسردگی (هم به دلیل سازگاری با جمعیت‌های مختلف و هم نتایج آن)، با کاهش خطر ۳۸ درصدی افسردگی عمده و اثربخشی بالا بوده و می‌تواند نسبت به روان‌درمانی‌های دیگر به عنوان یک درمانِ نسبتاً مطلوب مورد استفاده قرار گیرد.

## روش های درمانی
سه روش رایج برای درمان افسردگی عبارت‌اند از روان‌درمانی، دارودرمانی و شوک‌درمانی. روان‌درمانی درمان انتخابی (به‌جای دارو) برای افراد زیر ۱۸ سال است. دستورالعمل‌های مؤسسهٔ ملی بهداشت و مراقبت عالی بریتانیا (NICE) در سال ۲۰۰۴ نشان می‌دهد که داروهای ضدافسردگی نباید برای درمان اولیهٔ افسردگی خفیف استفاده شوند؛ زیرا نسبت خطر به فایده در آن‌ها پایین است. توصیه می‌شود که درمان ضدافسردگی در ترکیب با مداخلات روانی اجتماعی باید در موارد زیر در نظر گرفته شود:
- افرادی که سابقهٔ افسردگی متوسط یا شدید دارند.
- افراد مبتلا به افسردگی خفیف اما طولانی‌مدت
- به‌عنوان خط دوم درمان افسردگی خفیف که پس از مداخلات دیگر ادامه می‌یابد.
- به‌عنوان خط نخست درمان افسردگی متوسط یا شدید.

دستورالعمل‌ها همچنین خاطرنشان می‌کنند که درمان با داروهای ضدافسردگی، باید حداقل به مدت شش ماه ادامه یابد تا خطر عود کاهش یابد و بازدارنده‌های بازجذب سروتونین بهتر از ضدافسردگی‌های سه‌حلقه‌ای تحمل می‌شوند.
دستورالعمل‌های درمانی انجمن روان‌پزشکی آمریکا توصیه می‌کنند که درمان اولیه باید به‌صورت فردی و بر پایهٔ عواملی از جمله شدت علائم، اختلالات هم‌زمان، تجربهٔ درمانی قبلی و ترجیحات شخصی تنظیم شود. گزینه‌های درمانی ممکن است شامل دارودرمانی، روان‌درمانی، ورزش، شوک‌درمانی (ECT)، تحریک مغناطیسی مغز (TMS) یا نوردرمانی باشد. داروهای ضدافسردگی به‌عنوان یک انتخاب درمانی اولیه در افراد مبتلا به افسردگی عمدهٔ خفیف، متوسط یا شدید توصیه می‌شود و باید به همگی افراد مبتلا به افسردگی شدید، داده شود مگر این‌که تحت شوک‌درمانی باشند. شواهدی وجود دارد که نشان می‌دهد مراقبت مشترک توسط تیمی از پزشکان مراقبت‌های بهداشتی نتایج بهتری نسبت به مراقبت‌های معمول تک‌پزشک ایجاد می‌کند.

### شوک‌درمانی
الکتروشوک‌درمانی (ECT) یک درمان روان‌پزشکی استاندارد است که در آن تشنج به‌صورت الکتریکی در فرد مبتلا به افسردگی ایجاد می‌شود. این روش با رضایت آگاهانه و به‌عنوان آخرین خط مداخله برای درمان اختلال افسردگی عمده انجام می‌پذیرد. یک دورهٔ شوک‌درمانی برای حدود ۵۰ درصد از افراد مبتلا به اختلال افسردگی عمدهٔ مقاوم به درمان، چه تک‌قطبی یا دوقطبی، مؤثر است. جدای از اثرات در مغز، خطرات فیزیکی کلی شوک‌درمانی مشابه بیهوشی عمومی مختصر است. بلافاصله پس از درمان با این روش، شایع‌ترین عوارض جانبی شامل گیجی و از دست دادن حافظه است. شوک‌درمانی یکی از کم‌ضررترین گزینه‌های درمانی موجود برای زنان باردار با افسردگی شدید در نظر گرفته می‌شود.
یک دورهٔ معمول شوک‌درمانی شامل چندین مرتبه است که معمولاً دو یا سه بار در هفته انجام می‌شود تا زمانی که فرد، دیگر علائمی نداشته باشد. شوک‌درمانی تحت بیهوشی همراه با استفاده از شل‌کننده‌های عضلانی انجام می‌شود. پس از شوک‌درمانی، درمان دارویی معمولاً ادامه می‌یابد و برخی بیماران، به شوک‌درمانی مجدد به‌عنوان یادآور نیاز خواهند داشت.

## تاریخچه

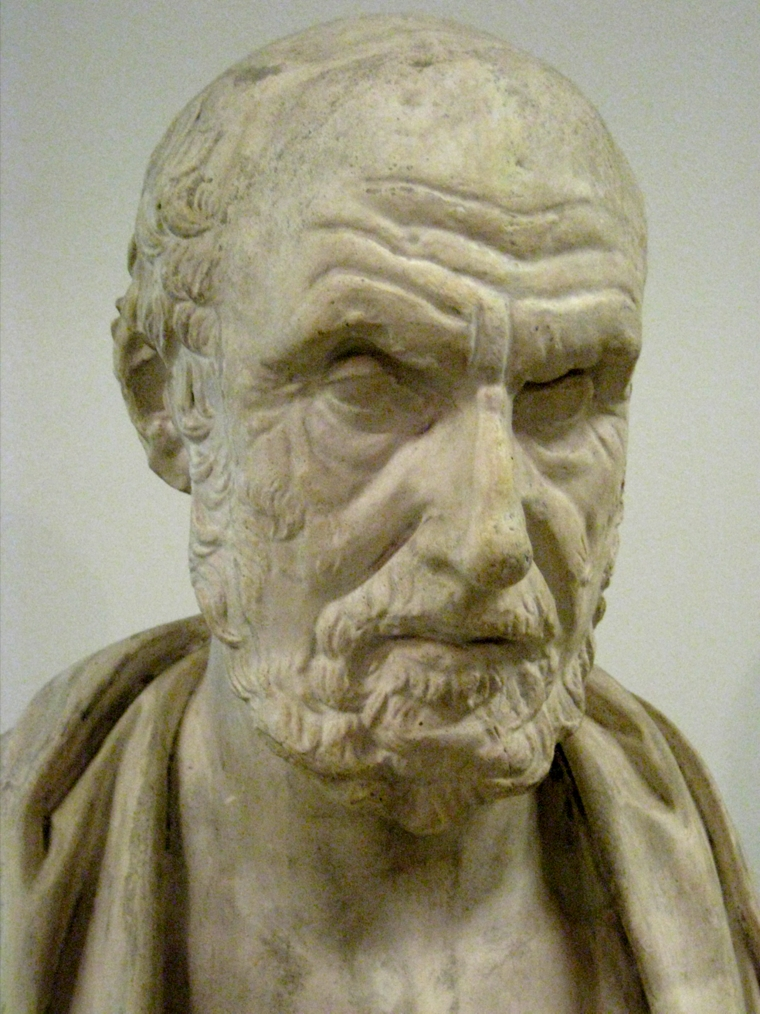
تشخیص افسردگی دست کم به دوران بقراط برمی‌گردد.

بقراط، پزشک یونان باستان، برای اولین بار سندرم مالیخولیا را به عنوان یک بیماری متمایز با علائم ذهنی و جسمی خاص توصیف کرد. او تمام «ترس‌ها و ناامیدی‌ها را اگر مدت طولانی ادامه داشته باشد» را نشانه این بیماری در نظر گرفت. این توصیف، مفهومی مشابه اما بسیار کلی‌تر از افسردگی امروزی بود. معیارهای ابتلا مجموعه‌ای از علائم غم، افسردگی و ناامیدی بود و وضعیت‌های روحی مانند ترس، خشم، هذیان و وسواس را شامل می‌شد.
اصطلاح افسردگی خود از فعل لاتین deprimere به معنای «فشار دادن» مشتق شده است. از قرن چهاردهم، «افسردگی» به معنای زیر پا گذاشتن یا ضعیف کردن روح بود. در سال ۱۶۶۵ ریچارد بیکر نویسنده انگلیسی در کتاب کرونیکل برای اشاره به فردی که دارای «افسردگی شدید روح» بود از این واژه استفاده نمود و بعد از آن نیز در سال ۱۷۵۳ توسط نویسنده انگلیسی دیگر، ساموئل جانسون، در معنای مشابه استفاده شد. بعدها این اصطلاح در فیزیولوژی و رکود اقتصادی نیز مورد استفاده قرار گرفت. اولین استفاده این کلمه به عنوان یک علامت روان‌پزشکی توسط روان‌پزشک فرانسوی لویی دولاسیوو در سال ۱۸۵۶ انجام گرفت، و در دهه ۱۸۶۰ در فرهنگ لغت‌های پزشکی ظاهر شد تا به کاهش فیزیولوژیکی و استعاری عملکرد عاطفی اشاره کند. از زمان ارسطو، مالیخولیا با افراد دانش‌آموز و روشنفکر همراه بود، که خطری برای تفکر و خلاقیت به‌شمار می‌رفت. مفهوم جدیدتر کلمه این معانی را کنار گذاشت و در قرن نوزدهم بیشتر با زنان مرتبط شد.
اگرچه مالیخولیا واژه اصلی تشخیصی باقی ماند، افسردگی در رساله‌های پزشکی رواج فزاینده ای پیدا کرد و تا پایان قرن نوزدهم مترادف آن به حساب می‌آمد. روان‌پزشک آلمانی امیل کریپلین ممکن است اولین کسی باشد که از آن به عنوان اصطلاح کلی استفاده کرد و انواع مختلف مالیخولیا را به عنوان حالت‌های افسردگی معرفی کرد. فروید در مقاله خود در سال ۱۹۱۷ «سوگ و مالیخولیا» وضعیت مالیخولیا را به عزاداری تشبیه کرد. او این نظریه را مطرح کرد که از دست دادن ابژه، مانند از دست دادن یک رابطه ارزشمند از طریق مرگ یا جدایی عاشقانه، منجر به از دست دادن سوبژه نیز می‌شود. فرد افسرده از طریق یک فرایند ناخودآگاه و خودشیفتگی به نام مایه‌گذاری لیبیدینیِ نهاد، خود، فراخود با موضوع محبت خود همذات‌پنداری می‌کند. چنین فقدانی منجر به علائم شدید مالیخولیک می‌شود که عمیق‌تر از سوگواری است. در این بیماری نه تنها به جهان خارج منفی نگریسته می‌شود، بلکه خود نفس نیز به خطر می‌افتد. کاهش درک فرد از خود در میل او به سرزنش، حقارت و بی‌لیاقتی خود آشکار می‌شود. او همچنین بر تجربیات اولیه زندگی به عنوان یک عامل بیمار کننده تأکید کرد. آدولف مایر یک چارچوب اجتماعی و بیولوژیکی ترکیبی را مطرح نمود که بر واکنش‌ها در زمینه زندگی فرد تأکید می‌کرد و استدلال کرد که اصطلاح افسردگی باید به جای مالیخولیا استفاده شود. اولین نسخه از DSM (نسخه DSM-I، ۱۹۵۲) حاوی واکنش روانی افسردگی و DSM-II (نسخه ۱۹۶۸) روان‌رنجوری افسردگی بود که به عنوان یک واکنش بیش از حد به درگیری درونی یا یک رویداد بیرونی گفته می‌شد و همچنین شامل یک نوع روان پریشی عمده به همراه اختلالات عاطفی با نام اختلال افسردگی-شیدایی بود.
در اواسط قرن بیستم، محققان این نظریه را مطرح کردند که افسردگی ناشی از عدم تعادل شیمیایی در انتقال دهنده‌های عصبی در مغز است زیرا مشاهدات انجام شده در دهه ۱۹۵۰ از اثرات رزرپین و ایزونیازید در تغییر سطوح انتقال دهنده عصبی مونوآمین و تأثیر بر علائم افسردگی خبر می‌داد. هر چند نظریه عدم تعادل شیمیایی هرگز ثابت نشده است.
اصطلاح تک قطبی (همراه با اصطلاح مرتبط دوقطبی) توسط متخصص مغز و اعصاب و روان‌پزشک کارل کلایست ابداع شد و متعاقباً توسط شاگردانش اددا نیل و کارل لیونهارت استفاده شد.
اصطلاح اختلال افسردگی عمده توسط گروهی از پزشکان ایالات متحده در اواسط دهه ۱۹۷۰ به عنوان بخشی از پیشنهادها (به نام «معیارهای تشخیصی پژوهشی» برای معیارهای تشخیصی بر اساس الگوهای علائم و معیارهای قبلی فاینر معرفی و در سال ۱۹۸۰ در DSM-III گنجانده شد. انجمن روان‌پزشکی آمریکا «اختلال افسردگی عمده» را به کتابچه راهنمای تشخیصی و آماری اختلالات روانی (DSM-III) به عنوان انشعابی از روان‌نژندی افسرده قبلی در DSM-II، که شامل شرایطی بود که اکنون با عنوان کج‌خلقی و اختلال سازگاری با خلق افسرده شناخته شده است، قرار داد. برای حفظ ثبات، ICD-10 از معیارهای یکسانی استفاده کرد، تنها با تغییرات جزئی، اما با استفاده از آستانه تشخیصی DSM برای مشخص کردن یک دوره افسردگی خفیف، معیارهای تشخیصی دوره‌های متوسط و شدید را نیز اضافه نمود. هر چند ایده باستانی مالیخولیا هنوز در مفهوم زیرگروه بیماری‌های مالیخولیایی باقی مانده است.
هر چند استدلال‌های تجربی متعدد برای مراجعه به معیارهای تشخیصی مالیخولیا وجود داشته است، تعریف جدید افسردگی به‌طور گسترده البته با وجود برخی یافته‌ها و دیدگاه‌های متناقض پذیرفته شد. همچنین از اواخر دهه ۱۹۵۰، انتقاداتی نسبت به شمول معیارهای تشخیصی، توسعه و ترویج داروهای ضد افسردگی و مدل‌های بیولوژیکی بیماری وجود دارد.

## جامعه و فرهنگ

### واژه‌شناسی
اصطلاح «افسردگی» در میان مردم به روش‌های مختلفی استفاده می‌شود. اغلب برای شرح همین سندرم به‌کار می‌رود، اما ممکن است به سایر اختلالات خلقی یا صرفاً به خلق ضعیف اشاره کند. تصورات مردم از افسردگی، هم در درون و هم در بین فرهنگ‌ها، بسیار متفاوت است. یکی از مفسران عنوان نموده است: «به دلیل عدم اطمینان علمی، بحث در مورد افسردگی به پرسش‌های زبانی تبدیل می‌شود. آنچه ما آن را «بیماری»، «اختلال»، «وضعیت ذهن» و «درمان» می‌نامیم، بر نحوه نگرش ما به تشخیص تأثیر می‌گذارد.» تفاوت‌های فرهنگی آنچنان مشاهده می‌شود که برخی افسردگی جدی را به عنوان یک بیماری نیازمند به درمان حرفه‌ای شخصی در نظر گرفته می‌گیرند و برخی دیگر آن را نشانگر چیز دیگری مانند نیاز به پرداختن به مشکلات اجتماعی یا اخلاقی، نتیجه عدم تعادل بیولوژیکی، یا بازتابی از تفاوت‌های فردی در درک پریشانی که ممکن است احساس ناتوانی و مبارزه عاطفی را تقویت کند، می‌دانند.
بیماری دانستن افسردگی در برخی کشورها مانند چین کمتر معمول است. برخی که چینی‌ها به‌طور سنتی افسردگی عاطفی را انکار می‌کنند یا ناشی از یک عامل جسمانی می‌دانند (اگرچه از اوایل دهه ۱۹۸۰، انکار چینی‌ها از افسردگی ممکن است اصلاح شده باشد).

### آثار ذکر شده
- American Psychiatric Association (2000a). Diagnostic and statistical manual of mental disorders (Fourth Edition, Text Revision: DSM-IV-TR ed.). Washington, DC: American Psychiatric Publishing, Inc. ISBN 978-0-89042-025-6.
- American Psychiatric Association (2013). Diagnostic and statistical manual of mental disorders (Fifth Edition: DSM-5 ed.). Washington, DC: American Psychiatric Publishing, Inc. ISBN 978-0-89042-555-8.
- Barlow DH, Durand VM (2005). -2900534633621 Abnormal psychology: An integrative approach (5th ed.). Belmont, CA: Thomson Wadsworth. ISBN 978-0-534-63356-1. {{cite book}}: Check |url= value (help)
- Beck AT, Rush J, Shaw BF, Emery G (1987) [1979]. Cognitive therapy of depression. New York: Guilford Press. ISBN 978-0-89862-919-4.
- Hergenhahn BR (2005). An Introduction to the History of Psychology (5th ed.). Belmont, CA: Thomson Wadsworth. ISBN 978-0-534-55401-9.
- Parker G, Hadzi-Pavlovic D, eds. (1996). Melancholia: a disorder of movement and mood: a phenomenological and neurobiological review. Cambridge: Cambridge University Press. ISBN 978-0-521-47275-3.
- Royal Pharmaceutical Society of Great Britain (2008). British National Formulary (BNF 56). UK: BMJ Group and RPS Publishing. ISBN 978-0-85369-778-7.
- Sadock, Virginia A; Sadock, Benjamin J; Kaplan, Harold I (2003). Kaplan & Sadock's synopsis of psychiatry: behavioral sciences/clinical psychiatry. Philadelphia: Lippincott Williams & Wilkins. ISBN 978-0-7817-3183-6.
- "6A70 Single episode depressive disorder". International Classification of Diseases 11th Revision. World Health Organization. February 2022 [adopted in 2019]. Retrieved 9 July 2022.
- "6A71 Recurrent depressive disorder". International Classification of Diseases 11th Revision. World Health Organization. February 2022 [adopted in 2019]. Retrieved 9 July 2022.

- American Psychiatric Association (2013). Diagnostic and statistical manual of mental disorders (Fifth Edition: DSM-5 ed.). Washington, DC: American Psychiatric Publishing, Inc. ISBN 978-0-89042-555-8.